# Croacia durante la unión con Hungría
El reino de Croacia (en latín: Regnum Croatiae, en croata: Kraljevina Hrvatska or Hrvatsko kraljevstvo, Hrvatska zemlja) entró en una unión personal con el Reino de Hungría en 1102—tras un período de tres siglos de independencia croata, gobernado por duques y reyes de las dinastías Trpimirović y Svetoslavić— después de una crisis de sucesión al morir el rey Demetrius Zvonimir. Con la coronación del rey Coloman de Hungría como «Rey de Croacia y Dalmacia» en 1102 en Biograd, el reino pasó a la dinastía de Árpád, de la que dependerá hasta 1301, cuando la línea (masculina) de la dinastía se extinguió.
Durante el reinado de Colomán de Hungría (r. 1102-1116), Croacia disfrutó de una época de prosperidad y tranquilidad que no había conocido en su turbulenta historia. El reino se fortaleció, se estableció una nueva administración controlada por el Sabor (una asamblea de nobles croatas) y los banes (virreyes) y el ejército croata se reorganizó. Los reyes húngaros sucesores de Colomán (Esteban II de Hungría (r. 1116-1131), Bela II el Ciego (r. 1131-1141) y Géza II (r. 1141-1162) respetaron las instituciones croatas y defendieron su territorio de los ataques de venecianos y bizantinos, considerándolos tan importantes como ciudadanos húngaros. Sufrieron también la nvasión mongola en 1242, siendo saqueada Zagreb.
La muerte de Géza II provocó las guerras sucesorias en la familia Arpad: por un lado el hijo de Geza, Esteban III de Hungría (r. 1162-1172), y por otro sus tíos (hermanos de Géza), Ladislao II (1161-1163) y Esteban IV (1163). Al extender su influencia sobre el reino húngaro, el emperador bizantino Manuel I Comneno aprovechó los años de guerra para anexionarse parte del territorio croata entre los Alpes dináricos y el Adriático, formando los ducados bizantinos de Dalmacia-Croacia y Dalmacia-Dioclia. Sin embargo, puesto que el hijo menor de Géza II había crecido en la corte bizantina y tomado por esposa a una noble ortodoxa, las relaciones pronto mejoraron. Así, cuando el joven Béla III (r. 1172-1196), protegido del emperador bizantino, regresó a Hungría y reclamó el trono tras la muerte de su hermano Esteban III, se recuperó el ducado bizantino de Croacia. Por otra parte, los territorios del sur fueron recuperados de los bizantinos por el duque de Croacia Andrés de Croacia en 1198, durante el reinado de Emerico (1196-1204).
Posteriormente, durante los reinados de Ladislao III de Hungría (r. 1204-1205), Andrés II de Hungría (r. 1205-1235) y Béla IV de Hungría (r. 1235-1270), la feudalización que comenzó en la época de Bela III se agudizó en gran manera, provocando que el reino croata se fuera disgregando y que incluso se formaran dietas diferentes en diversos territorios, separándose los reinos de Croacia y de Eslavonia. Al mismo tiempo, se producían continuas disputas entre Hungría y la república de Venecia por el dominio de la costa adriática y las ciudades costeras dálmatas, lo que llevó poco a poco a la separación de Dalmacia del reino croata. Varios miembros de la Casa de Árpad fueron nombrados duques de Croacia o de Eslavonia y gobernaron de forma autónoma en varias ocasiones, como Colomán (r. 1208-1241) en Croacia, y Esteban (r. 1263-1271) en Eslavonia.
Los últimos reyes de la dinastía Arpad, Esteban V de Hungría (r. 1270-1272), Ladislao IV de Hungría el Cumano (r. 1272-1290) y Andrés III de Hungría el Veneciano (r. 1290-1301), fueron reyes muy débiles y en sus reinados algunos nobles se hicieron totalmente independientes a lo largo de todos los territorios húngaros, croatas y eslavonios. Así, Pablo I de Bribir (r. 1292-1312), que representaba a la dinastía croata más poderosa en ese momento, la familia noble Šubić, se independizó de facto en Croacia y Eslavonia, asumiendo además el gobierno de gran parte de Bosnia. Su sucesor, Mladen II (r. 1312-1322), continuó en esta situación mientras duraron las luchas dinásticas en Hungría. A la muerte de Andrés III, el trono húngaro fue ocupado por un miembro de la familia de los Premyslidas, Wenceslao III de Bohemia (r. 1301-1305), nieto de Kunigunda, hija del fallecido rey húngaro Béla IV. Sin embargo, la corona húngara pasó pronto a manos de Otón III Duque de Baviera (r. 1305-1308), quien era hijo de Isabel, hija del rey Béla IV.
Finalmente fue Carlos Roberto —de la Casa Capeta de Anjou, que también era descendiente cognático de los reyes Árpád— quien venció en las disputas dinásticas, proclamándose rey. El nuevo rey deseaba centralizar el poder y obligó a Mladen II a devolver el poder de Croacia a la corona húngara. Ante estas pretensiones, Mladen y su hermano Pavao II se rebelaron y fueron derrotados por las tropas angevinas que reunificaron Croacia, poniéndola bajo el mando del ban Ivan Babonic y encarcelando a los duques rebeldes.
La incursión otomana en Europa en el siglo XVI redujo significativamente los territorios croatas y dejó al país débil y dividido. Después de la muerte de Luis II en 1526 durante la Batalla de Mohács y de un breve período de disputa dinástica, ambas coronas pasaron a la austriaca Casa de Habsburgo, y los reinos pasaron a formar parte de la Monarquía de los Habsburgo.
Algunos de los términos de la coronación de Coloman y su relación con los nobles croatas se detallan en los Pacta Conventa [Pactos convenidos], un documento supuestamente firmado por el Colomán y un grupo de nobles croatas en 1102, del que se conserva solo una transcripción del siglo XIV. El alcance preciso de esa relación se convirtió en un tema controvertido en el siglo XIX: la historiografía húngara no reconoce la existencia de dichos pactos y solo indican la subordinación incondicional de los croatas a su corona (y, por consiguiente, el error de señalarse herederos de sus posesiones en el Adriático, puesto que nunca tuvieron igualdad de derechos y sólo fue un pueblo sometido); la historiografía croata mantiene que la unión era simplemente personal, es decir, que ambos reinos permanecían independientes con sus propias instituciones y leyes y solo el rey era común a ambos. De esta forma Croacia conservaba el Sabor (la dieta nacional), sus leyes y el gobierno, que era encargado a un ban elegido por los propios nobles croatas que conservaron sus tierras y títulos. En dichos pactos la frontera entre ambos reinos se establecía en el Drava y Croacia se extendía hasta la costa adriática.

## Nombre
El nombre diplomático del reino fue «Reino de Croacia y Dalmacia» (en latín: Regnum Croatiae et Dalmatiae) hasta 1359, cuando entró en uso la forma plural «reinos» (en latín: regna). El cambio fue consecuencia de la victoria de Luis I contra la República de Venecia y el Tratado de Zadar, por el que la República de Venecia perdió su influencia sobre las ciudades costeras dálmatas. Sin embargo, el reino todavía se conocía principalmente como el Reino de Croacia y Dalmacia hasta que Venecia recuperó la costa dálmata en 1409. La forma del nombre más común en idioma croata era Hrvatska zemlja ("país croata" o "tierra croata").

## Geografía y organización administrativa

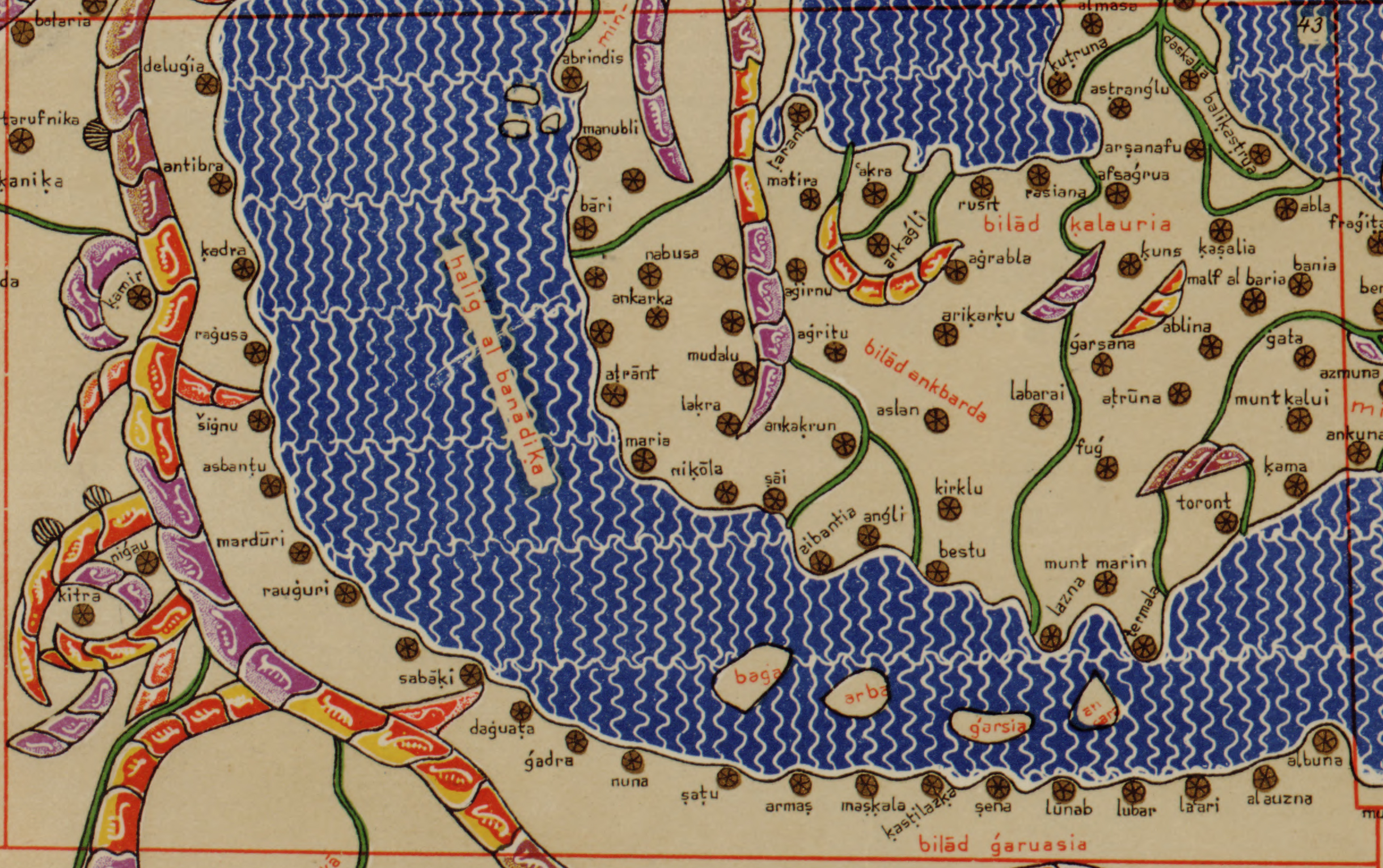
Uno de los mapas más antiguos que representan a Croacia, de la Tabula Rogeriana en 1154

El reino de Croacia estaba limitado, al oeste, por la costa dálmata (desde el cabo del golfo de Kvarner, en el norte, hasta la desembocadura del Neretva, en el sur); al este, por los cursos de los ríos Vrbas y Neretva; al sur por la parte baja del Neretva; y, al norte, por la montaña Gvozd y el río Kupa. El territorio entre Dalmacia y el Neretva, Hum occidental, no siempre estuvo en posesión de Croacia. El término «Dalmacia» se refiere a varias ciudades e islas costeras, a veces utilizado como sinónimo de Croacia, y se difundió más hacia el interior sólo con la expansión de Venecia en el siglo XV. En la segunda mitad del siglo XV y principios del XVI, las fronteras de Croacia se extendían hacia el norte e incluían el territorio del condado de Zagreb y sus alrededores, que ya estaban bajo la misma administración.
Croacia fue gobernada por un diputado del rey, un gobernador llamado ban. Después de la sucesión de Emerico en 1196, su hermano menor Andrés II se convirtió en duque de Croacia y Dalmacia en 1198. Así, desde 1198 Croacia y Eslavonia estaban bajo el gobierno de los duques de Croacia, que dirigían su ducado, todavía conocido como el Reino de Croacia, como gobernantes semindependientes. Bajo el mando del duque también hubo un ban que solía ser un noble importante, a veces de origen croata y otras húngaro. Un solo ban gobernó todas las provincias croatas hasta 1225, cuando el territorio bajo el gobierno del ban se dividió entre dos banes: el ban de Croacia y Dalmacia y el ban de Eslavonia. Los cargos fueron ocupados intermitentemente por la misma persona después de 1345, y oficialmente se fusionaron nuevamente en uno en 1476. El territorio de Croacia se dividió en condados (en croata: županije), cada uno regido por un conde (župan). Los condes croatas eran nobles locales en sucesión hereditaria, como lo habían hecho antes de 1102, según el derecho consuetudinario de Croacia. En asuntos de la Iglesia, Croacia al sur de la montaña Gvozd estaba bajo la jurisdicción del arzobispo de Split, mientras que Eslavonia dependía del arzobispo de Kalocsa.

## Historia

### Antecedentes: crisis sucesoria
La viuda del difunto rey Zvonimir, Helena, disfrutaba de una influencia significativa en el norte de Croacia, pero los nobles del sur del país no la aceptaban. Helena trató de mantener su poder en Croacia durante la crisis de sucesión. Algunos nobles croatas cercanos a Helena, posiblemente la familia Gusić y/o Viniha de la familia Lapčan, le pidieron al rey Ladislao I que ayudara a Helena y le ofrecieron el trono croata, ya que era visto como legítimamente suyo por los derechos de herencia. Según algunas fuentes, varias ciudades dálmatas también pidieron ayuda al rey Ladislao, y Petar Gusić con Petar de genere Cacautonem se presentaron en su corte como «croatas blancos» (Creates Albi). Así, la campaña lanzada por Ladislao no fue puramente una agresión extranjera ni apareció en el trono croata como un conquistador, sino más bien como un pretendiente al trono por derechos hereditarios. En 1091, Ladislao cruzó el río Drava y conquistó toda la provincia de Eslavonia sin encontrar oposición, pero su campaña se detuvo cerca de la montaña de Hierro  (monte Gvozd). Dado que los nobles croatas estaban divididos, Ladislao tuvo éxito en su campaña, pero no pudo establecer su control sobre toda Croacia, aunque se desconoce el alcance exacto de su conquista. En ese momento, el reino de Hungría fue atacado por los cumanos, que probablemente fueron enviados por Bizancio, por lo que Ladislao se vio obligado a retirarse de su campaña en Croacia. Ladislao nombró a su sobrino el Príncipe Álmos para administrar el área controlada de Croacia, estableció la diócesis de Zagreb como símbolo de su nueva autoridad y regresó a Hungría. En medio de la guerra, Petar Svačić fue elegido rey por los señores feudales croatas en 1093 e instaló la capital en Knin. Su gobierno estuvo marcado por una lucha por el control del país con Álmos, quien no pudo establecer su dominio y se vio obligado a retirarse a Hungría en 1095.
Ladislao murió en 1095, dejando a su sobrino Coloman para continuar la campaña. Coloman, como fue el caso de Ladislao antes que él, no fue visto como un conquistador sino más bien como un pretendiente al trono croata. Coloman reunió un gran ejército para reclamar el trono y en 1097 derrotó a las tropas del rey Petar en la batalla de la montaña Gvozd, quien murió en la batalla. Los territorios croatas fueron anexionados al Reino de Hungría, pasando a ser una provincia más del reino. Además, el Príncipe Álmos, hermano de Colomán, fue nombrado gobernador de Croacia. En 1099, Colomán tuvo que dirigir sus ejércitos hacia el este, donde los rusos y los cumanos habían comenzado la invasión de su reino.

### Unificación de los dos reinos

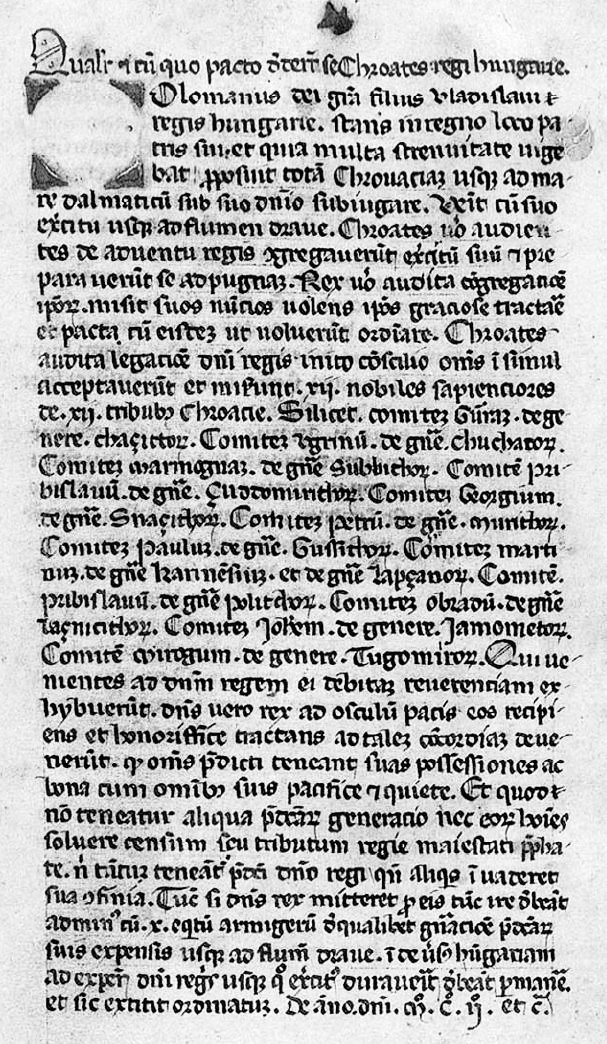
Una transcripción del de los Pacta conventa, conservada en el Museo Nacional de Hungría. La mayoría de los historiadores lo consideran una falsificación, pero su contenido correspondería a la realidad del gobierno en Croacia.

En 1102, tras la crisis sucesoria, la corona pasó a manos de la dinastía de Árpád, con la coronación del rey Coloman de Hungría como «rey de Croacia y Dalmacia» en Biograd. Los términos precisos de la unión entre los dos reinos se convirtieron en un tema de disputa en el siglo XIX. Los dos reinos se unieron bajo la dinastía Árpád por elección de la nobleza croata o por la fuerza húngara. Los historiadores croatas sostienen que la unión era personal en la forma de un rey compartido, una opinión también aceptada por varios historiadores húngaros, mientras que los historiadores nacionalistas serbios y húngaros prefirieron verlo como una forma de anexión. La reivindicación de una ocupación húngara se hizo en el siglo XIX durante el despertar nacional húngaro. Así, en la historiografía húngara más antigua, la coronación de Coloman en Biograd era un tema de disputa y su postura era que Croacia fue conquistada. Aunque hoy en día también se pueden encontrar afirmaciones de este tipo, dado que las tensiones entre croatas y húngaros han desaparecido, en general se acepta que Coloman fue coronado en Biograd como rey. Hoy en día, los historiadores legales húngaros sostienen que la relación de Hungría con el área de Croacia y Dalmacia en el período hasta 1526 y la muerte de Luis II fue muy similar a una unión personal, parecida a la relación de Escocia con Inglaterra.  
Según la Worldmark Encyclopedia of Nations y la Grand Larousse encyclopédique, Croacia entró en una unión personal con Hungría en 1102, que siguió siendo la base de la relación húngaro-croata hasta 1918, mientras que la Encyclopædia Britannica califica la unión como dinástica. Según la investigación de la Library of Congress, Coloman aplastó a la oposición después de la muerte de Ladislao I y ganó la corona de Dalmacia y Croacia en 1102, forjando así un vínculo entre las coronas croata y húngara que duró hasta el final de la Primera Guerra Mundial. La cultura húngara impregnaba el norte de Croacia, la frontera entre Croacia y Hungría cambiaba con frecuencia y, en ocasiones, Hungría trataba a Croacia como un estado vasallo. Croacia conservó un alto grado de independencia interna, actuando a veces como agente plenamente independiente, siendo difícil definir la naturaleza real de la relación. 
Croacia se fortaleció, se reorganizó su ejército y se estableció una nueva administración, controlada por el Sabor (una asamblea de nobles croatas) y los banes (virreyes) responsables ante el rey de Hungría y Croacia. Además, los nobles croatas conservaron sus tierras y títulos y fueron exonerados de impuestos sobre su tierra.
El supuesto acuerdo, llamado los Pacta conventa o Qualiter (primera palabra del texto) es visto hoy por la mayoría de los historiadores croatas modernos como una falsificación del siglo XIV. Según el documento, el rey Coloman y los doce jefes de los nobles croatas hicieron un acuerdo, en el que Coloman reconocía su autonomía y privilegios específicos. Aunque no es un documento auténtico de 1102, sin embargo, se piensa que debió existir un acuerdo no escrito que regularía las relaciones entre Hungría y Croacia aproximadamente de la misma manera
Los sucesores de Coloman continuaron coronándose como reyes de Croacia por separado en Biograd na Moru hasta la época de Béla IV. En el siglo XIV surgió un nuevo término para describir la colección de estados independientes de jure bajo el gobierno del rey húngaro: Archiregnum Hungaricum  (Tierras de la Corona de San Esteban).

### Lucha con Venecia y Bizancio

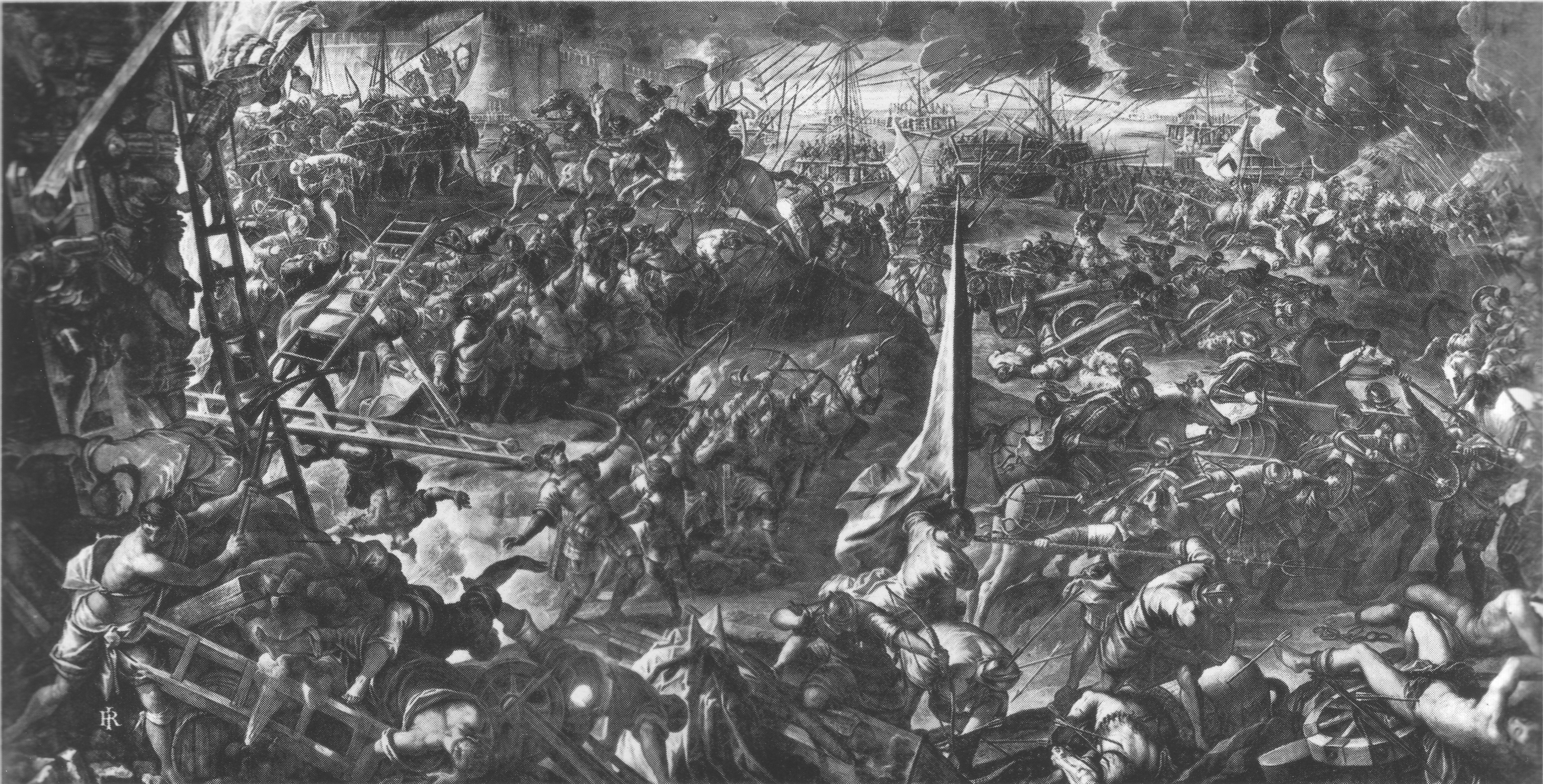
Asedio de Zadar en 1202 por los cruzados y venecianos

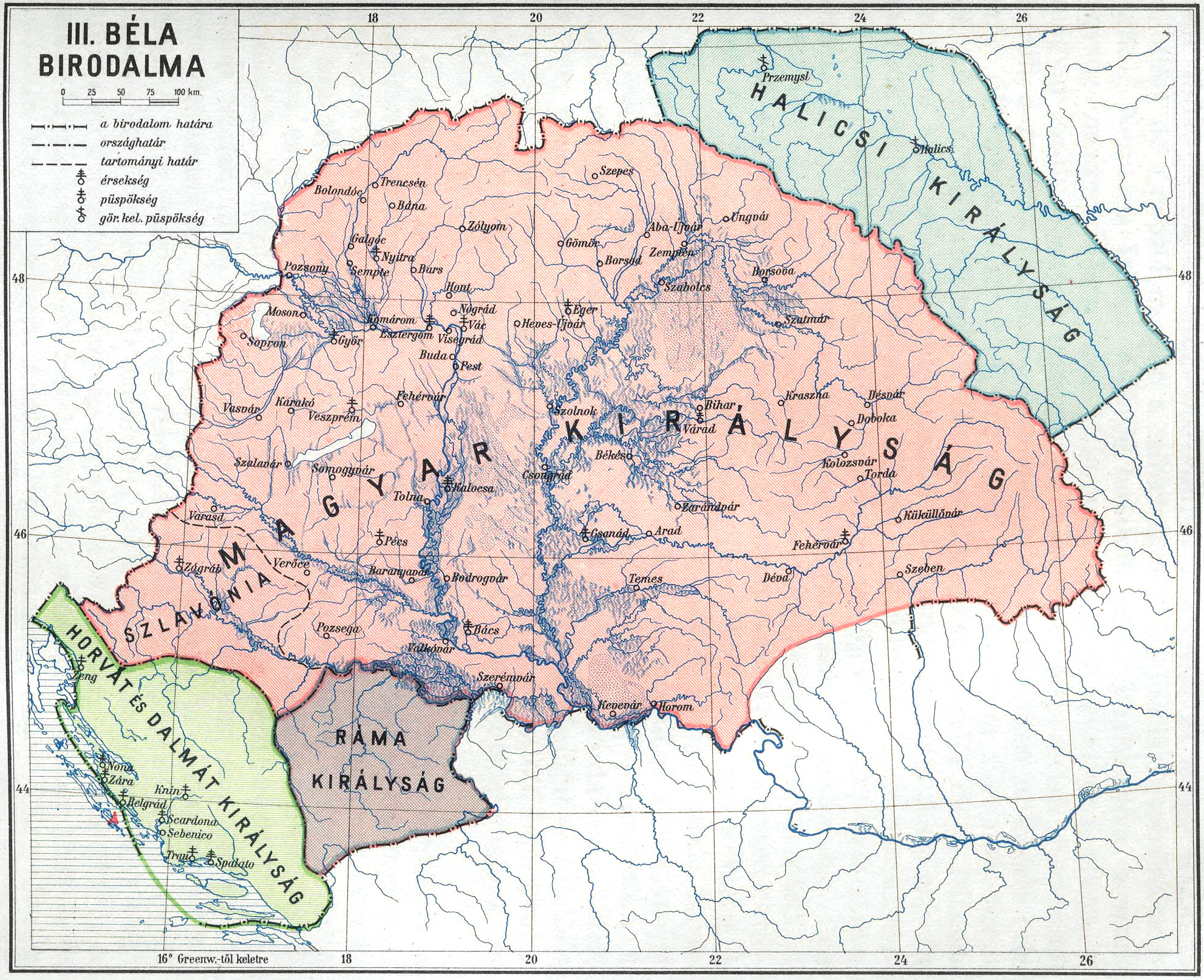
Reino de Croacia y Dalmacia a finales del (verde claro)

En 1107, el rey Coloman controlaba la mayor parte de las antiguas ciudades costeras bizantinas de Dalmacia. Dado que esas ciudades eran importantes, los húngaros y croatas a menudo lucharon por la región contra Venecia y el Imperio bizantino. En 1116, después de la muerte de Coloman, Venecia atacó la costa dálmata, derrotó al ejército del ban croata Cledin y se apoderó de Biograd, Split, Trogir, Šibenik, Zadar y varias islas. El rey Esteban II, sucesor de Coloman, intentó sin éxito recuperar las ciudades perdidas en 1117, aunque el dux de Venecia Ordelafo Faliero murió en una batalla cerca de Zadar. Se firmó una tregua de cinco años, confirmando el status quo. En 1124, Esteban II atacó de nuevo las posesiones venecianas y recuperó Biograd, Split, Šibenik y Trogir, pero Zadar y las islas permanecieron bajo control veneciano. Sin embargo, en 1125 el dux Domenico Michele reconquistó esas ciudades y arrasó Biograd. En 1131 Béla II le sucedió en el trono y en 1133 recuperó las ciudades perdidas excepto Zadar. En 1167 una parte de Croacia al sur del río Krka, así como Bosnia, fue conquistada por los bizantinos y permaneció bajo su control hasta la muerte del emperador Manuel I Komnenos en 1180, cuando el Imperio bizantino cedió las tierras adquiridas. Después de 1180, el área bajo la administración del ban aumentó, pero su dominio y alcance de actividades aún no estaban completamente formulados.
Tras la muerte del emperador Manuel I Komnenos, el Imperio bizantino ya no pudo mantener su poder de forma constante en Dalmacia. Pronto Zadar se rebeló contra Venecia y se convirtió en un campo de batalla constante hasta 1202 cuando, durante la Cuarta Cruzada, los venecianos al mando del dogo Enrico Dandolo y los cruzados saquearon Zadar (Zara), a pesar de que el rey Emerico I se comprometió a unirse a la Cruzada. Fue el primer ataque de los cruzados contra una ciudad católica. Venecia exigió esto como compensación por su transporte más al este hacia Constantinopla, donde más tarde fundaron el Imperio Latino. Las hostilidades con Venecia continuaron hasta 1216 durante el reinado del rey Andrés II, quien utilizó la flota veneciana para unirse a la Quinta Cruzada.

### Feudalización y relaciones entre nobles

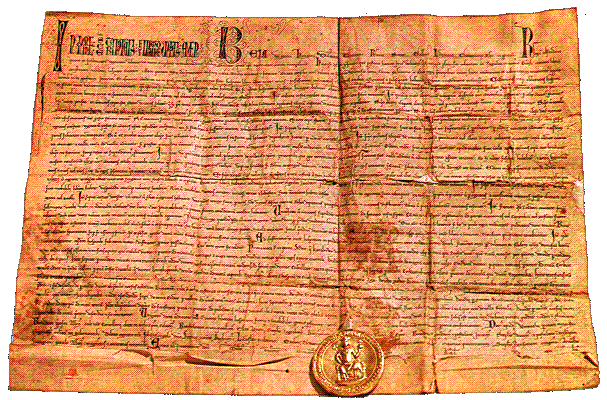
Bula de oro de 1242 de Bela IV.

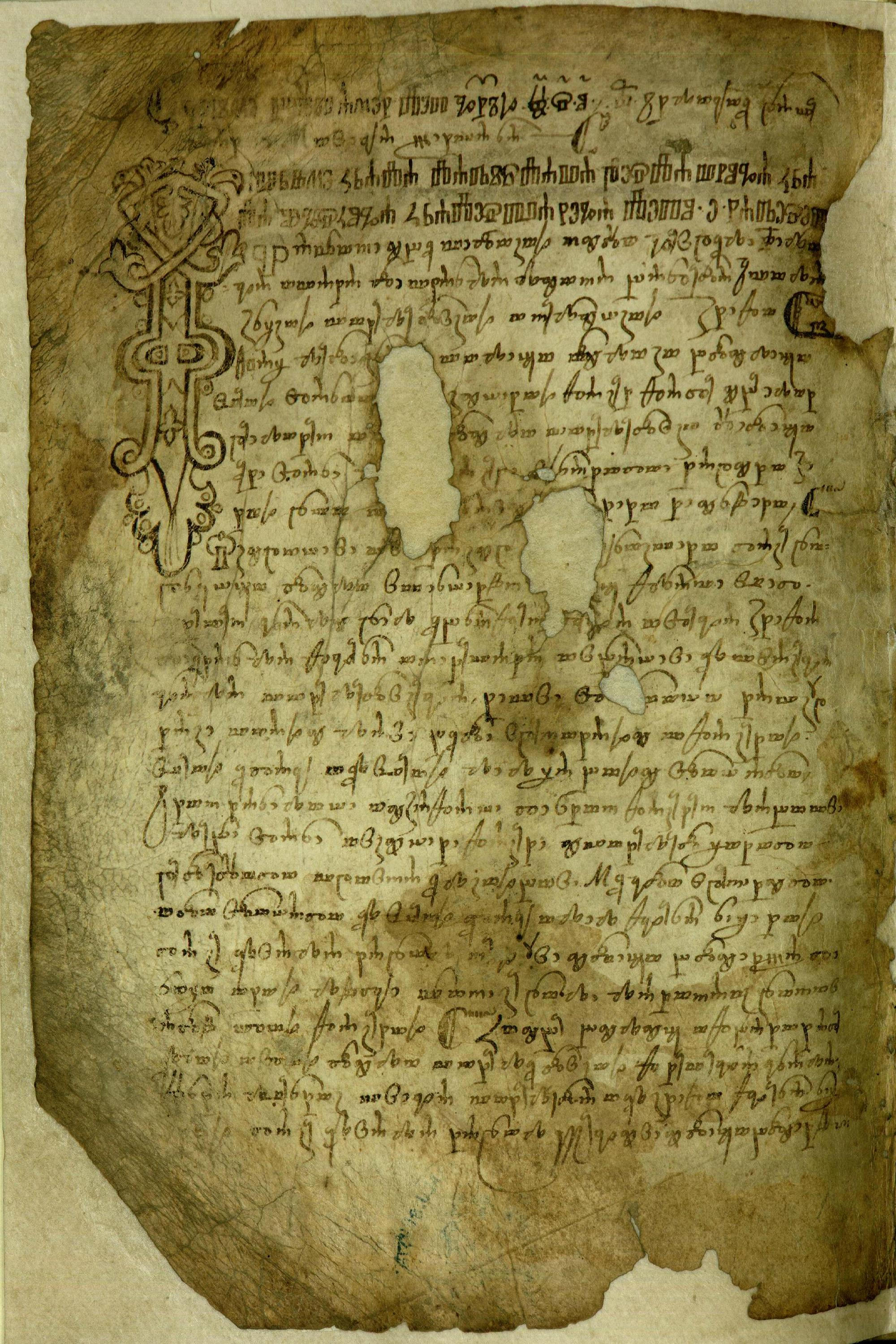
Códice de leyes de Vinodol, un código de derecho croata en escritura glagolítica de 1288

En el siglo XII, bajo la influencia del sistema feudal que floreció en la Europa medieval y prevaleció en Hungría y Croacia, se formó una estrato de poderosas familias nobles en Croacia. Esas familias eran en su mayoría descendientes de las doce tribus nobles croatas originales. La nobleza creada por los monarcas o basada en el servicio real nunca existió en Croacia. Esos nobles tenían y administraban condados enteros, presidían los tribunales locales y ejecutaban sus decisiones, por lo que la población local estaba completamente separada de cualquier organización estatal. Las familias nobles croatas más destacadas del siglo XII y principios del XIII fueron los Šubić (o príncipes de Bribir), divididos entre varias ramas de la familia y gobernando el interior de Dalmacia con su sede en Bribir; los Babonić en Eslavonia occidental y a lo largo de la margen derecha del río Kupa; los Kačić entre los ríos Cetina y Neretva, con sede en Omiš, conocidos por practicar la piratería; y los Frankopan (entonces conocidos como los príncipes de Krk), gobernando la isla de Krk, Kvarner y el condado de Modruš en el norte de Lika. Además de esas principales familias nobles, había otros menos poderosas, como las familias de Gusić, Kukar, Lapčan y Karinjan, Mogorović y Tugomirić.
Durante este período y como resultado de la Segunda Cruzada (1145-1149), los Caballeros Templarios y los Caballeros Hospitalarios obtuvieron considerables propiedades y activos en Croacia. Las primeras concesiones a favor de las órdenes cristianas las dio el ban de Bosnia Ban Borić. A finales del siglo XII, los templarios tenían posesiones en Vrana, Senj, Nova Ves cerca de Zagreb, etc.
En 1221 estalló una guerra entre Domald, que entonces era príncipe de Split y conde de Cetina, y la familia Šubić por la propiedad de Split. Se desconocen los lazos familiares de Domald, pero probablemente era de la familia Snačić o de la Kačić. Domald también ocupó las fortalezas de Šibenik y Klis y brevemente tomó Zadar de Venecia en 1209. Los ciudadanos de Split expulsaron a Domald en 1221 y eligieron a Višan Šubić de Zvonigrad cerca de Knin como su príncipe. Aunque la familia Šubić salió victoriosa, comenzó otra guerra entre sus miembros, Gregory III Šubić de Bribir y Višan. Gregory Šubić ganó, ejecutó a Višan y tomó sus tierras, asegurándose así la supremacía en la familia Šubić. Domald todavía estaba en posesión de Klis y tenía la ambición de retomar Split. En el transcurso de la guerra, Domald perdió Klis y luego se alió con la familia Kačić. En 1229, Domald logró derrotar al diputado de Gregorio en Split y fue reelegido príncipe de Split. Sin embargo, en 1231 Gregory regresó a su puesto en Split. Después de la muerte de Gregory, Domald aprovechó la nueva situación y recuperó Split por segunda vez en 1235, pero la perdió 2 años después ante el hijo de Gregory, Marko I Šubić de Bribir. La guerra con Domald finalmente terminó cuando Stjepko Šubić lo derrotó y lo capturó en Klis.
Croacia y Eslavonia permanecieron descentralizadas bajo los nobles locales durante todo el siglo XIII, a diferencia de los nobles húngaros que se rebelaron contra el rey Andrés II. El rey se vio obligado a emitir una bula de oro de 1222 definiendo los derechos de la nobleza húngara y otorgándoles privilegios como la exención de impuestos y el derecho a desobedecer al rey. Los nobles croatas ya disfrutaban de la mayoría de los privilegios que concedía Andrés II.

### Invasión mongola
Durante el gobierno de Béla IV, los mongoles (o tártaros ), habiendo conquistado Kiev y el sur de Rusia, invadieron Hungría en 1241. En la batalla de Mohi en el río Sajó el 11 de abril de 1241, los mongoles aniquilaron al ejército húngaro. Coloman, hermano del rey Béla, resultó gravemente herido y fue trasladado al sur de Croacia, donde murió a causa de sus heridas. Batu Khan envió a su primo Kadan con un ejército de 10,000-20,000 hombres para perseguir al rey Béla, quien huyó a Croacia.
En 1242, los mongoles cruzaron el río Drava y comenzaron a saquear los condados eslavos de Požega y Križevci. Saquearon las ciudades de Čazma y Zagreb, cuya catedral fue incendiada. La nobleza, junto con el rey Béla, se trasladó al sur a la fortaleza de Klis, Split, Trogir y las islas circundantes. En marzo de 1242, los mongoles estaban cerca de Split y comenzaron a atacar Klis, ya que pensaban que el rey Béla, que en ese momento estaba en Trogir, se escondía allí, pero no pudieron capturar su fortaleza.
Pronto llegó la noticia de la muerte de Ögedei Khan en Karakórum. Para estar en la acción de elegir un nuevo khan, los mongoles se retiraron. Un grupo regresó al este a través de Zeta, Serbia y Bulgaria, todos los cuales fueron saqueados a su paso, mientras que el segundo saqueó el área de Dubrovnik y quemó la ciudad de Kotor.
Después de que los mongoles abandonaron Croacia, su tierra fue devastada y estalló una gran hambruna. La invasión de los mongoles mostró que solo las ciudades fortificadas podían brindar protección contra ellos. Dado que los mongoles todavía ocupaban gran parte de Europa del Este, se comenzó a trabajar en la construcción de sistemas de defensa, haciendo nuevas fortificaciones y reforzando o reparando las existentes. La ciudad fortificada de Medvedgrad fue construida en la montaña Medvednica sobre Zagreb, así como Garić, Lipovac, Okić, Kalnik, etc. El 16 de noviembre de 1242 el rey emitió una Bula de Oro a los ciudadanos de Gradec (hoy parte de Zagreb), por la que fue proclamada una ciudad real libre. A los nobles se les permitió construir castillos en sus tierras y aumentar el tamaño de sus ejércitos, haciéndolos aún más independientes.

### Guerra civil delsigloXIII

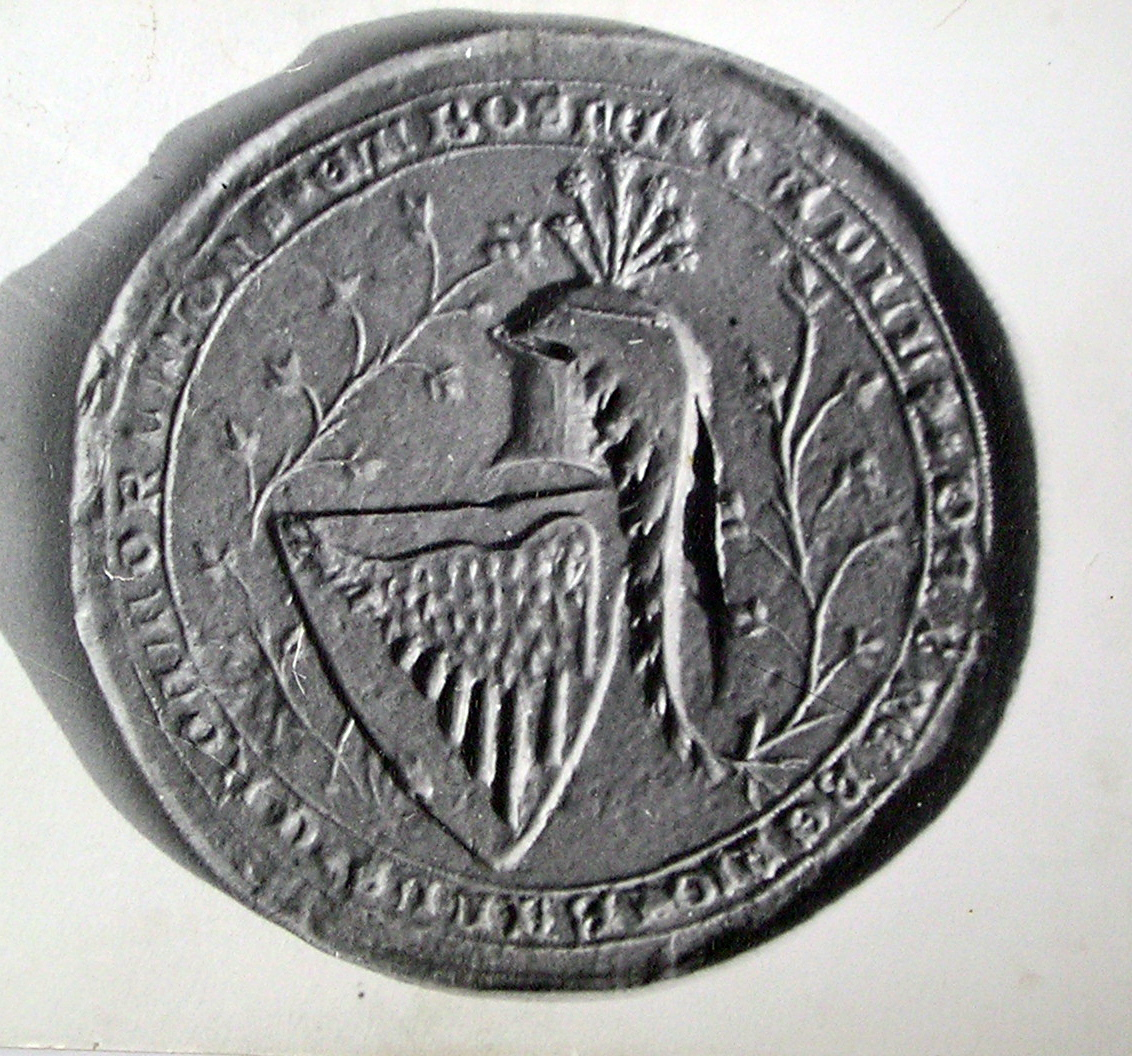
Sello de Pablo I Šubić de Bribir, Paulus de Breberio banus Croatorum D[omi]n[u]s et Bosnae (Pablo de Bribir, ban de los croatas y señor de Bosnia)

La invasión mongola detuvo temporalmente la guerra interna entre los nobles, pero justo después de que se fueran a principios de la década de 1240, estalló una guerra civil en Croacia. La causa de la guerra fue la posesión de la aldea de Ostrog, que tanto Split como Trogir reclamaron como suyas y que fue confirmada en 1242 por el rey Béla IV como posesión de Trogir con una carta especial. Trogir contó con el apoyo del rey y la familia Šubić, con Stjepko Šubić como líder, mientras que Split encontró aliados entre la familia Kačić, Andrés de Hum y el ban bosnio Matej Ninoslav. En 1244 Split eligió a Ninoslav como su príncipe, y en el mismo año Ninoslav lanzó un ataque contra Trogir, pero no pudo tomar la ciudad. Después de que Ninoslav regresara a Bosnia, un gran ejército comandado por el ban eslavonio Denis Türje, Stjepko Šubić y Daniel Šubić fue enviados contra Split, que se rindió de inmediato. La paz se firmó el 19 de julio de 1244. Un segundo ejército dirigido por el rey Béla IV entró en Bosnia y obligó al ban Matej Ninoslav a firmar un tratado de paz el 20 de julio de 1244. Para evitar nuevas guerras entre las ciudades costeras dálmatas, el rey Béla IV transfirió las elecciones de sus gobernadores, que antes lo hacían las propias ciudades, al ban de Croacia. La familia Šubić no estaba satisfecha con esta decisión, ya que anteriormente habían gobernado la mayoría de las ciudades costeras.
Los reyes posteriores buscaron restaurar su influencia otorgando ciertos privilegios a las ciudades, convirtiéndolas en ciudades reales libres, separándolas así de la autoridad de los nobles locales. Varaždin adquirió el estatus de ciudad libre en 1220, Vukovar en 1231 y Virovitica en 1234 del rey Andrés II. Petrinja obtuvo ese estatus en 1240, Gradec (excluyendo Kaptol, donde residía el obispo de Zagreb, que estaba bajo su propia administración) en 1242, Samobor en 1242, Križevci en 1252 y Jastrebarsko.en 1257. Las ciudades libres elegían sus propios consejos, tenían su propia administración y tribunales, recaudaban sus propios impuestos y administraban sus economías y su comercio.
Sin embargo, los nobles locales continuaron fortaleciéndose. El debilitamiento de la autoridad real permitió a la familia Šubić restaurar su antiguo papel en las ciudades costeras. En la década de 1270 recuperaron Trogir, Split y Šibenik. En 1274 Pablo I Šubić de Bribir (en croata: Pavao I Šubić Bribirski) se convirtió en el cabeza de familia y pronto fue nombrado ban de Croacia y Dalmacia, mientras que sus hermanos eran príncipes de las principales ciudades dálmatas, Mladen I Šubić de Split, y George I Šubić de Trogir y Šibenik. En 1280 Venecia atacó las propiedades costeras de la familia Kačić y capturó Omiš. Paul Šubić aprovechó el declive de los Kačići y se apoderó de las propiedades del continente entre los ríos Neretva y Cetina.

### Luchas dinásticas y la familia Šubić

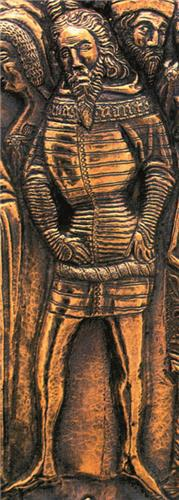
Representación de Pablo I Šubić de Bribir en el cofre de San Simeón Chest of Saint Simeon en Zadar

En 1290 murió el rey Ladislao IV sin dejar hijos, y estalló una guerra de sucesión entre Andrés III de la dinastía Árpád y Carlos Martel de Anjou de la Casa de Anjou. El ban croata Pablo Šubić y la mayor parte de la nobleza croata apoyaron a Carlos Martel, mientras que la mayoría de los nobles húngaros apoyaron a Andrés III. La familia Babonić estaba inicialmente del lado de los Anjou, pero pronto salió por Andrés III. Para conservar el apoyo croata, el padre de Carlos Martel, Carlos II de Nápoles, otorgó en nombre de su hijo todas las tierras desde la montaña Gvozd hasta el río Neretva hereditariamente a Pablo Šubić. El cargo de ban pasó a ser hereditaria para la familia Šubić, mientras que los nobles croatas locales se convirtieron en vasallos de Pablo y sus descendientes. En respuesta, Andrés III también emitió una carta nombrando a Pablo ban hereditario croata. Como resultado de esta puja por el apoyo y la ausencia del poder central en medio de una guerra civil, la familia Šubić se convirtió en la familia más poderosa de Croacia.
En Zagreb, la ciudad del obispo, Kaptol, apoyó a Carlos Martel, mientras que Gradec apoyó a Andrés, lo que provocó amargos enfrentamientos en la zona. Después de la muerte de Carlos Martel en 1295, sus derechos al trono pasaron a su hijo, Carlos I (también conocido como Carlos Roberto). Los nobles croatas y húngaros finalmente aceptaron a Andrés III como rey, pero comenzó una nueva revuelta cuando en 1299 Andrés nombró heredero a su tío, Albertino Morosini, ya que no tenía hijos. Pablo envió a su hermano, George I Šubić, a Roma para obtener la aprobación papal para sus solicitudes y llevar a Carlos I a Croacia, donde llegó en agosto de 1300. Andrés III murió en enero de 1301 y puso fin a la dinastía Árpád. El ban Pablo Šubić acompañó a Carlos I a Zagreb, donde fue reconocido como rey. En marzo de 1301, el arzobispo lo coronó con una corona provisional de rey de Hungría y Croacia en Esztergom. Así que el acto no se realizó con la Santa Corona de Hungría en Székesfehérvár como lo requería la costumbre.
Los privilegios que Pablo Šubić obtuvo durante la crisis de sucesión se confirmaron y su familia obtuvo el banato hereditario. Aunque los nobles croatas reconocieron a Carlos I, una parte de los nobles húngaros se negó a hacerlo y optó por Wenceslao, el hijo de Wenceslao II, rey de Bohemia, que en 1301 fue coronado rey de Hungría en Székesfehérvár. La guerra civil siguió en Hungría, pero no afectó a Croacia, que estaba bajo la firme autoridad de Pablo Šubić. A principios de 1299, Pablo obtuvo el control de Bosnia, por lo que su título fue a partir de entonces "Ban de los croatas y señor de Bosnia" (en latín: Banus Croatorum Dominus et Bosnae). Le dio a su hermano Mladen I Šubić el título de Ban de Bosnia. En ese momento, el poder de Pablo se extendía desde Gvozd hasta Neretva, y desde la costa del Adriático hasta el río Bosna, y solo la ciudad de Zadar permanecía fuera de su reino y bajo el dominio de Venecia. En 1304 el ban Mladen I fue asesinado en Bosnia. Pablo llevó a cabo una campaña contra Bosnia para reafirmar su autoridad, consiguiendo más tierras bajo su dominio, ya que Pablo se refirió a sí mismo desde 1305 como "señor de toda Bosnia" (en latín: totius Bosniae dominus). Nombró a su segundo hijo, Mladen II, ban de Bosnia, y en 1305 su tercer hijo, Pablo II, se convirtió en príncipe de Split.
Pablo emitía su propio dinero y era, a todos los efectos prácticos, un gobernante independiente. En 1311 Pablo desencadenó una rebelión exitosa en Zadar contra el dominio veneciano. La guerra con Venecia continuó después de la muerte de Pablo el 1 de mayo de 1312, a quien sucedió su hijo Mladen II. Con la muerte de Pablo comenzó un declive gradual de los príncipes Bribir. Venecia finalmente restauró su gobierno en Zadar en 1313. En 1322 comenzó otra guerra civil en Croacia, que culminó con la Batalla de Bliska cuando Mladen II y sus aliados fueron derrotados por una coalición de nobles croatas, incluido su hermano Pablo II, y ciudades costeras bajo el mando de John Babonić, el ban de Eslavonia. El rey convocó un consejo en Knin donde John Babonić fue nombrado Ban de Croacia y Dalmacia, poniendo fin al banato hereditario de la familia Šubić. Sus propiedades se redujeron y se dividieron entre los hermanos de Mladen. Pablo II ocupó Bribir y Ostrovica, mientras que George II ocupó Klis, Skra Skradin din y Omiš.

El dominio de Pablo I Šubić de Bribir en 1312 (Croacia, Bosnia y Hum), poco después de arrebatar Zadar a Venecia

Después del declive de la familia Šubić, Ivan Nelipić se había convertido en la figura dominante en Croacia. Se apoderó de la ciudad real de Knin, lo que provocó la destitución de John Babonić de su banato y el nombramiento de Nicholas Felsőlendvai y más tarde Mikcs Ákos, cuyo ejército fue derrotado en 1326 por Ivan Nelipić. Por lo tanto, toda Croacia, desde Lika y Krbava hasta el río Cetina, estaba de hecho fuera de la autoridad del rey. Nelipić tenía relaciones tensas con los Šubići y tenía frecuentes conflictos con ellos. Durante estos conflictos, Venecia tomó el control de Split en 1327 y de Nin en 1329, ganando la mayor parte de la costa desde el río Zrmanja hasta la desembocadura del Cetina. Al mismo tiempo, Stephen II Kotromanić, Ban de Bosnia, se anexionó el territorio entre el Cetina y el Neretva, así como Imotski, Duvno, Livno i Glamoč. Sobre el resto de Croacia, Ivan Nelipić gobernó independientemente de Knin hasta su muerte en 1344. Después de eso, Luis I restauró el poder real en Croacia y pacificó el país a fines de 1345. Nicholas Hahót fue el primer funcionario real designado en décadas, que se autodenominó Ban de Eslavonia, Croacia y Dalmacia, fusionando los dos cargos y extendiendo su influencia a los territorios croatas también para representar a la autoridad real.

### Cambios territoriales en Dalmacia
En 1345 Zadar se rebeló nuevamente contra Venecia, pero después de un largo asedio a fines de 1346, los venecianos recuperaron la ciudad. En represalia por la rebelión, Venecia destruyó los malecones de Zadar, confiscó armas a sus ciudadanos y envió a un veneciano para que fuera el gobernador de la ciudad. El rey Luis I firmó un tratado de paz de ocho años con Venecia en 1348. En 1356, después del final del tratado de paz, el rey Luis invadió territorios venecianos sin una declaración de guerra previa. El ejército croata estaba dirigido por el ban John Csúz de Ludbreg. Split, Trogir y Šibenik pronto se deshicieron de los gobernadores venecianos, mientras que Zadar cayó tras un breve asedio. Mientras Luis luchó con éxito al mismo tiempo en el norte de Italia, Venecia se vio obligada a firmar el Tratado de Zadar el 18 de febrero de 1358.
Con el Tratado, el rey Luis ganó el poder sobre toda el área de Dalmacia, desde la isla de Cres hasta Durrës en Albania, incluida Dubrovnik (Ragusa), que actuó como una unidad independiente. El dux de Venecia tuvo que renunciar a su título de "duque de Croacia y Dalmacia". Después de eso, todo el territorio croata se integró bajo una administración y bajo la autoridad del ban de Croacia y Dalmacia. Como resultado, la economía de Croacia floreció a finales del siglo XIV, especialmente en las ciudades de la costa oriental del Adriático. Se establecieron nuevas ciudades reales en las rutas comerciales, los comerciantes más ricos incrementaron su dominio sobre las ciudades y las nuevas condiciones marcaron el comienzo de la integración cultural entre la costa y la Croacia continental.

### Movimiento anti-corte
Tras la muerte de Luis I en 1382, su esposa Isabel de Bosnia actuó como regente de la reina María I de Hungría de once años. Su ascenso fue negado por algunos nobles que consideraban que el rey Carlos III de Nápoles era el legítimo heredero al trono. En Croacia, Juan de Palisna, prior de Vrana, fue el primero en levantarse contra Isabel. Se oponía principalmente a la política centralizadora que había aplicado el marido de Isabel. Lo acompañó Tvrtko I de Bosnia, quien fue coronado rey de Bosnia en 1371. Juan fue finalmente derrotado por el ejército de Isabel que se apoderó de su ciudad de Varna y lo obligó a huir a Bosnia. Después de un breve período de paz, surgió en 1385 un nuevo movimiento contra la reina María e Isabel, liderado por Juan Horvat, ban de Macsó, y su hermano Paul Horvat, obispo de Zagreb.

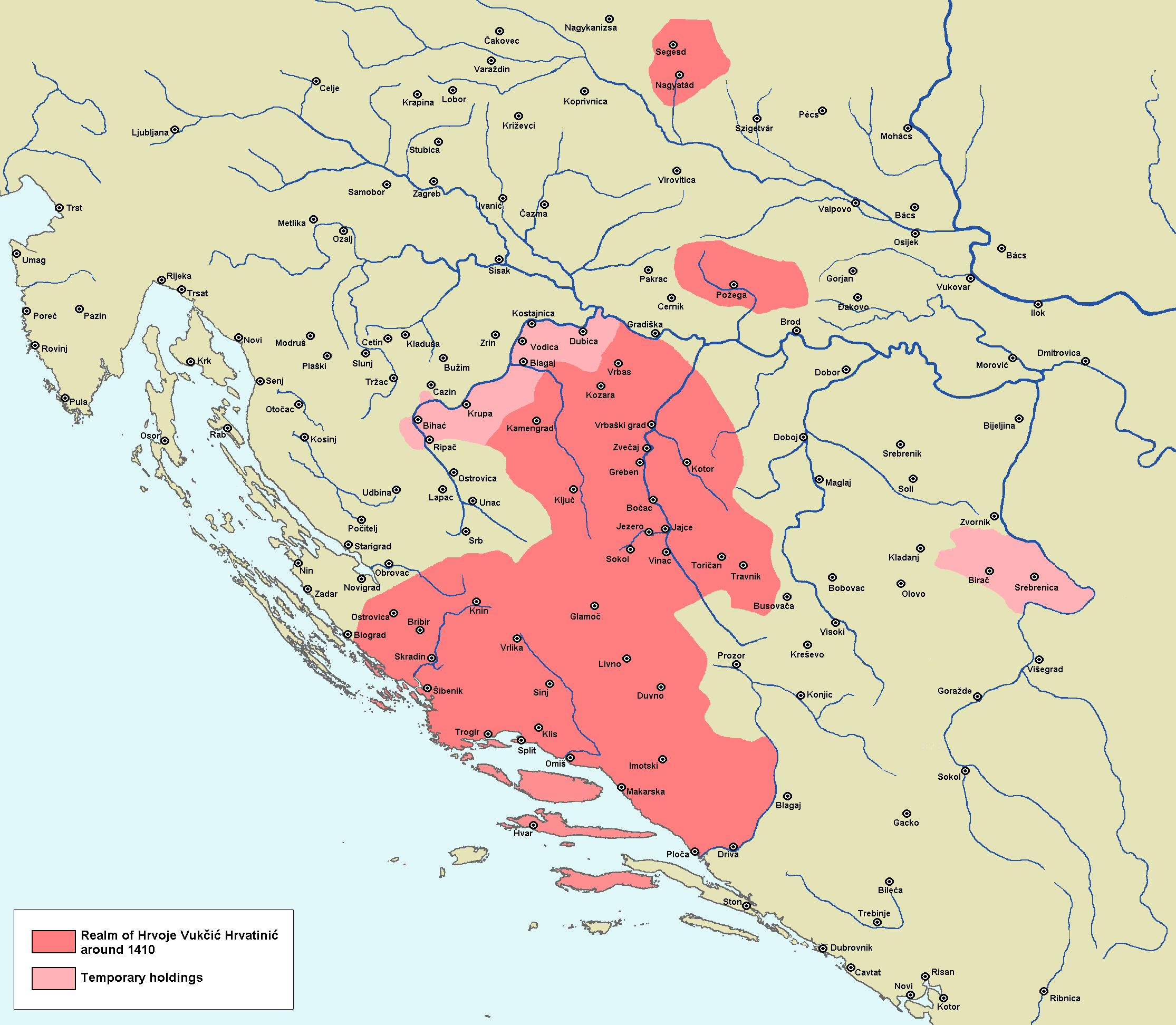
Reino de Hrvoje Vukčić a principios del

A los dos hermanos se les unió Juan de Palisna, que había sido nombrado Ban de Croacia, Dalmacia y Eslavonia en 1385 por Carlos III. Ayudaron a Carlos a deponer a la reina María, quien renunció a la corona sin resistencia a finales de 1385, pero Isabel pronto la asesinó en febrero de 1386. Los hermanos Horvat se rebelaron abiertamente en nombre del hijo del rey asesinado, Ladislao de Nápoles. El 25 de julio de 1386 atacaron a la reina María, Isabel y su séquito en Gorjani y capturaron a las reinas. María y su madre fueron encarceladas y mantenidas en cautiverio en el castillo de Gomnec del obispo de Zagreb.
Isabel y María pronto fueron enviadas al castillo de Novigrad, con Juan de Palisna como su nuevo carcelero. Isabel fue juzgada y declarada culpable de incitar al asesinato de Carlos. En enero de 1387, Segismundo de Luxemburgo, esposo de la reina María, marchó hacia Novigrado para rescatar a las reinas. Cuando la noticia del acercamiento de Segismundo llegó a Novigrado, Isabel fue estrangulada en su prisión en presencia de María. Como el trono ya no podía quedar vacante, Segismundo fue coronado rey el 31 de marzo de 1387 en Székesfehérvár.
El aliado de Segismundo, Iván V Frankopan, asedió el castillo de Novigrad con la ayuda de una flota veneciana. Capturaron el castillo el 4 de junio de 1387 y liberaron a María del cautiverio. Ella siguió siendo la cogobernante de Segismundo hasta el final de su vida, pero su influencia fue mínima. Mientras tanto, el rey Tvrtko I de Bosnia, un aliado de los hermanos Horvat, los nombró gobernadores de Usora. Los hermanos Horvat también fueron ayudados por el Gran Duque de Bosnia, Hrvoje Vukčić Hrvatinić. Tvrtko y sus aliados lograron adquirir la mayor parte de Croacia y Dalmacia entre 1387 y 1390, y todos los esfuerzos de Segismundo para recuperarlos terminaron en fracaso. En 1390, Tvrtko comenzó a llamarse a sí mismo "Rey de Croacia y Dalmacia" y le otorgó a Hrvoje las posesiones dálmatas adquiridas. Tvrtko murió en marzo de 1391 y Juan de Palisna murió pocas semanas después. Hrvoje Vukčić Hrvatinić quedó como el noble más fuerte de Bosnia después de la muerte del rey Tvrtko. El mismo año, Ladislao lo nombró su diputado en Dalmacia, y también le otorgó un título de «duque de Split», más tarde Herzog de Split, afirmando sus posesiones en las islas de Brač, Hvar y Korčula. En la cima de su poder, Hrvoje fue nombrado «Gran Duque de Bosnia, Knyaz de Donji Kraji, Hezog de Split».

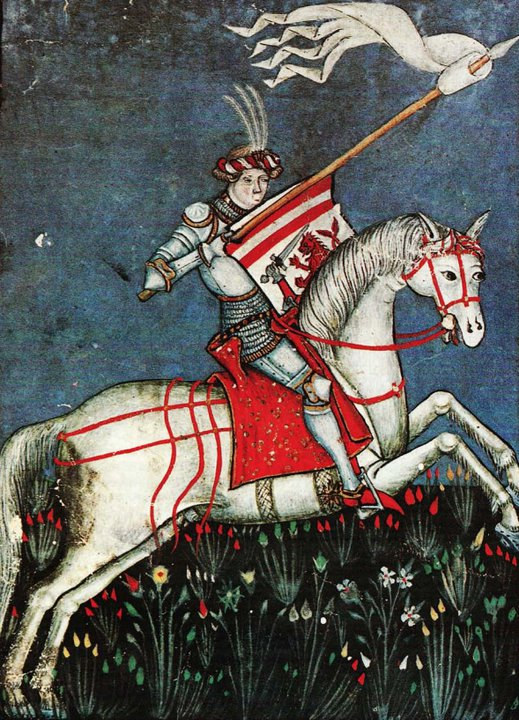
Ladislao, virrey en Croacia y conde de Split, Hrvoje Vukčić Hrvatinić, Gran Duque de Bosnia como se muestra en el Misal de Hrvoje (1404)

Croacia y expansión otomana en la región en 1500

La situación cambió en 1393, cuando el sucesor de Tvrtko, Stephen Dabiša, hizo las paces con Segismundo. Devolvió las recientes adquisiciones de Tvrtko, pero se le permitió conservar los territorios en el oeste de Bosnia que habían sido conquistados en 1385. Hrvoje Vukčić también se sometió en 1393. En julio de 1394, Segismundo tomó Dobor en Bosnia y capturó a Juan Horvat, poniendo así fin al levantamiento de los Horvats. Por orden de la reina María, como venganza por la muerte de su madre, Juan fue torturado hasta la muerte en Pécs.
Después de la muerte de Stephen Dabiša, su viuda Jelena Gruba fue elegida reina. Hrvoje Vukčić nuevamente se opuso activamente a Segismundo y proclamó su apoyo a Ladislao de Nápoles. En un intento por reconciliarse con la nobleza rebelde, Segismundo convocó un consejo en Križevci en Croacia el 27 de febrero de 1397 al que Esteban II Lackfi, que había sido designado por Ladislao como su adjunto para Croacia, fue invitado con un salvoconducto. En la reunión de Lackfi, su sobrino Andrés y la nobleza que le apoyaba fueron asesinados, lo que provocó un nuevo levantamiento en nombre de Ladislao. Este levantamiento fue liderado por Hrvoje Vukčić, quien asumió un papel muy activo y pudo extender su propia autoridad. El consejo de Križevci más tarde se conoció como el "Sabor Sangriento de Križevci".
Segismundo tuvo una campaña fallida contra el Reino de Bosnia en 1398, después de lo cual el nuevo rey bosnio Stephen Ostoja y Hrvoje pasaron a la ofensiva. Zadar se sometió a Hrvoje en 1401 y con la ayuda de Ivaniš Nelipčić, que controlaba la mayor parte del condado de Cetina, Hrvoje ganó el control de Split en 1403. Durante estos años, Segismundo perdió el apoyo de los frankopanos, pero conservó la lealtad de los Kurjakovići (rama de Gusić), los Berislavići y los príncipes de Zrin. Sin embargo, la pasividad y la vacilación de Ladislao para avanzar hacia Buda angustió a sus seguidores, por lo que Segismundo ofreció una amnistía a todos los que se le habían opuesto. Muchos nobles húngaros y croatas, incluidos los Frankopanos, lo aceptaron y se pusieron del lado de Segismundo.
Debido a un conflicto con Hrvoje Vukčić, la nobleza bosnia derrocó a Stephen Ostoja en 1404 y puso en el trono a Tvrtko II, que reinó como rey títere de Hrvoje. Ostoja huyó a Hungría y se puso del lado de Segismundo. Hrvoje pudo resistir varias intervenciones militares de Segismundo hasta 1408 cuando la nobleza bosnia fue severamente derrotada en la Batalla de Dobor. En enero de 1409 se anunció que Hrvoje se había sometido a Segismundo y que Ostoja fue restaurado al trono de Bosnia. Con esto, Segismundo había puesto fin a los disturbios en Hungría, Bosnia y Croacia. Finalmente, en 1409, Ladislao vendió sus derechos a una pequeña parte de Dalmacia a la República de Venecia por 100.000 ducados en un intento de ganar aliados en la siguiente guerra contra la República de Florencia. Venecia dominó la región costera durante más de 400 años hasta 1797, año de la abolición de la república por Napoleón.

### Guerras otomanas

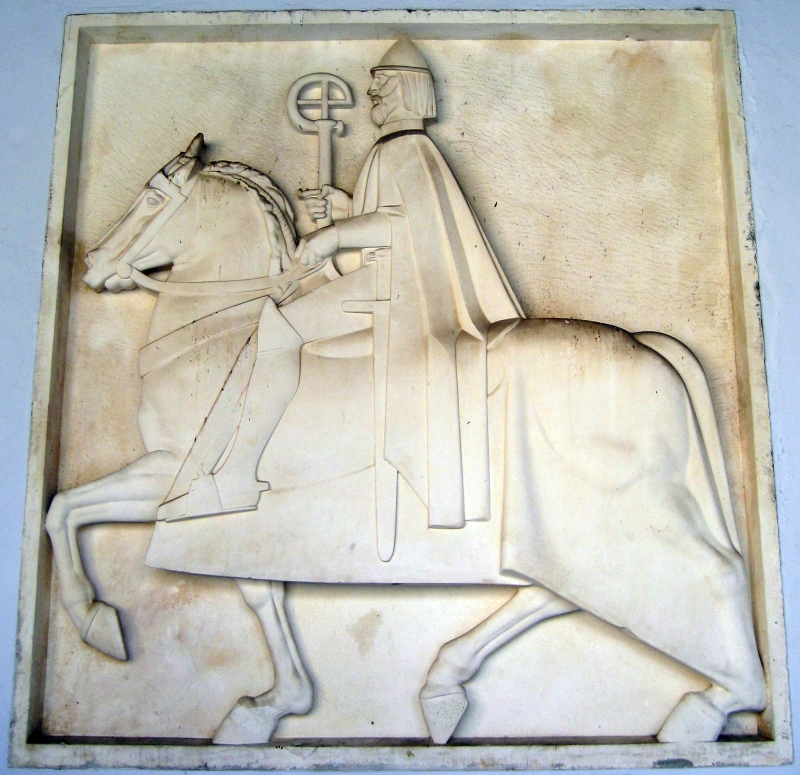
Monumento a Petar Berislavić en Trogir

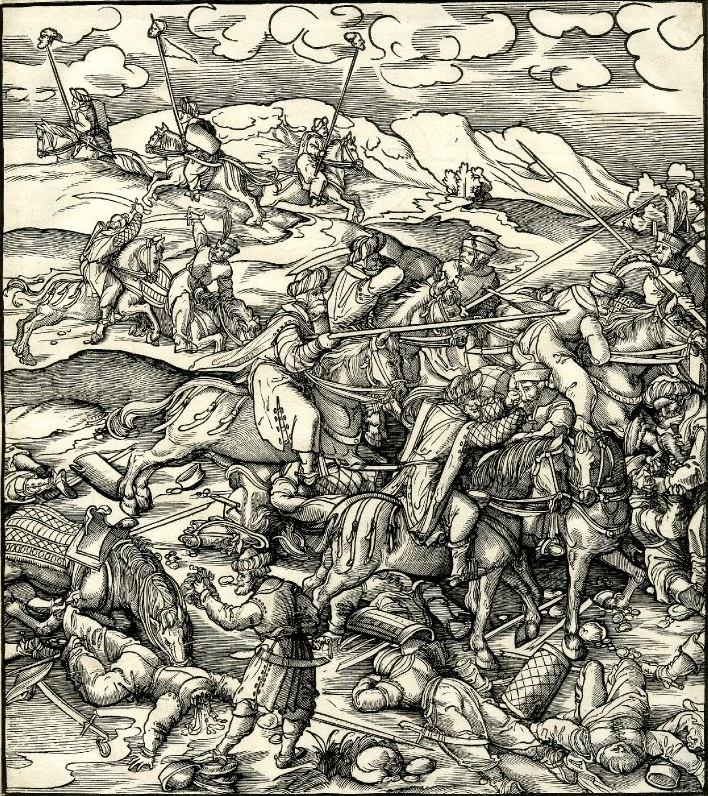
Batalla del campo Krbava en 1493

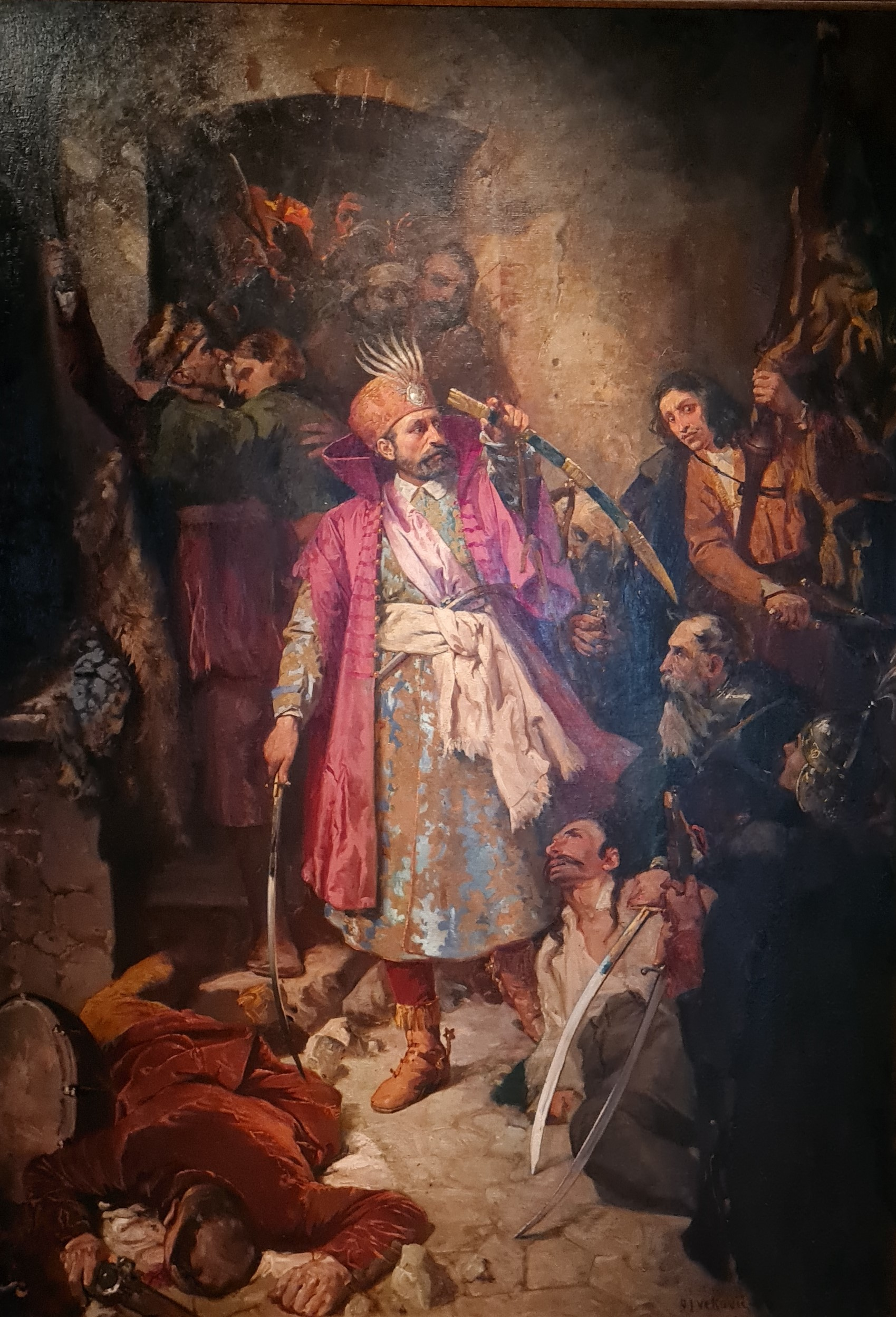
Nicolás Zrínyi.

Después de la conquista del Imperio bizantino en 1453, los otomanos se expandieron rápidamente hacia el oeste y también amenazaron al Reino de Croacia, que se convirtió en campo de batalla entre las fuerzas húngaras y turcas. Bajo Giovanni da Capistrano el bando cristiano obtuvo una victoria en el sitio de Belgrado de 1456. Tras la caída del Reino de Bosnia en 1463, el rey Matias Corvino fortaleció el sistema de defensa al establecer el Banato de Jajce y el Banato de Srebrenik. Aunque los otomanos tuvieron problemas para romper las líneas de defensa, llevaron a cabo regularmente incursiones de saqueo en Croacia y en el sur de Hungría. Durante una de esas incursiones en 1463, el ban croata Pavao Špirančić fue capturado en Senj. El Imperio otomano se expandió rápidamente a las áreas del sur, donde conquistaron gran parte de Herzegovina en 1482 y fortalezas croatas en el valle de Neretva.
La primera gran victoria croata sobre los otomanos la logró el conde Petar Zrinski en 1478 cerca de Glina. En 1483, un ejército dirigido por el ban croata Matthias Geréb y los Frankopans derrotó a una fuerza de alrededor de 7000 hombres de caballería otomana (conocida como los Akıncı) en la batalla del cruce del río Una, cerca de la actual Novi Grad. El mismo año se firmó un tratado de paz que libró a Croacia de incursiones otomanas más importantes. Los conflictos locales en la frontera continuaron, pero con menor intensidad.
La tregua terminó con la muerte de Matias Corvino en 1490. 10 000 jinetes ligeros otomanos cruzaron el río Una en 1491 y avanzaron hacia Carniola. A su regreso, fueron derrotados en la Batalla de Vrpile. Dos años más tarde comenzó una guerra entre el nuevo ban de Croacia, Emerik Derenčin, y la familia Frankopan. Los Frankopans tuvieron inicialmente más éxito y comenzaron a asediar la ciudad de Senj, pero el asedio se levantó después de que un ejército dirigido por el ban Derenčin fuera enviado contra ellos. Sin embargo, el ejército otomano entrante dirigido por Hadim Yakup Pasha (bey del Sanjak de Bosnia), que regresaba de una incursión en Carniola a través de Croacia, los obligó a hacer las paces. Los nobles croatas reunieron alrededor de 10 000 hombres y decidieron enfrentarlos en una batalla abierta, aunque algunos insistieron en que una emboscada sería una mejor opción. El 9 de septiembre de 1493, el ejército croata interceptó a las fuerzas otomanas cerca de Udbina en Lika y sufrió una gran derrota en la batalla del campo de Krbava. Aunque la derrota fue fuerte, el Imperio otomano no obtuvo ganancias territoriales como resultado de ella. La población croata de las zonas afectadas por la guerra comenzó gradualmente a trasladarse a zonas más seguras del país, mientras que algunos refugiados huyeron fuera de Croacia a Burgenland, Hungría meridional y los costa italiana.
El 16 de agosto de 1513, el ban Petar Berislavić derrotó a un ejército otomano de 7000 hombres en la batalla de Dubica en el río Una. En febrero de 1514, los otomanos sitiaron Knin con 10 000 hombres, quemaron las afueras de la ciudad, pero no pudieron capturarla y perdieron 500 soldados. El papa León X llamó a Croacia la «vanguardia de la Cristiandad» (Antemurale Christianitatis) en 1519, dada la importancia de los soldados croatas en la defensa de Europa contra el Imperio otomano. Entre ellos estaban el ban Petar Berislavić, que pasó 7 años en constante lucha con los otomanos, enfrentándose a una continua escasez de dinero y un número insuficiente de tropas, hasta que murió en una emboscada durante la batalla de Plješevica el 20 de mayo de 1520. Después de dos intentos fallidos en 1513 y 1514, las fuerzas otomanas dirigidas por Gazi Husrev-beg establecieron el sitio final de Knin y lo capturaron el 29 de mayo de 1522. También sitiaron Klis en varias ocasiones, pero el capitán de Senj y el príncipe de Klis Petar Kružić defendieron la fortaleza de Klis durante casi 25 años.
El 23 de abril de 1526, el sultán Solimán el Magnífico salió de Estambul con 80 000 soldados regulares y una multitud de auxiliares irregulares, comenzando su invasión de Hungría. Llegó al Sava el 2 de julio, tomó Petrovaradin el 27 de julio después de un asedio de dos semanas, e Ilok el 8 de agosto. El 23 de agosto, sus tropas habían cruzado el Drava en Osijek sin encontrar resistencia. El mismo día, el rey Luis II llegó a Mohács con unos 25 000 hombres. El ejército de 5000 hombres del conde Christopher Frankopan no llegó al campo de batalla a tiempo. El ejército húngaro esperó a los otomanos en la llanura al sur de Mohács el 29 de agosto y fue derrotado en menos de dos horas. La batalla de Mohács de 1526 fue un evento crucial en el que el gobierno de la dinastía Jagellón fue destrozado por la muerte del rey Luis II. La derrota enfatizó la incapacidad general de los militares feudales cristianos para detener a los otomanos, que seguirían siendo una gran amenaza durante siglos.

## Parlamento de Cetin (1527)

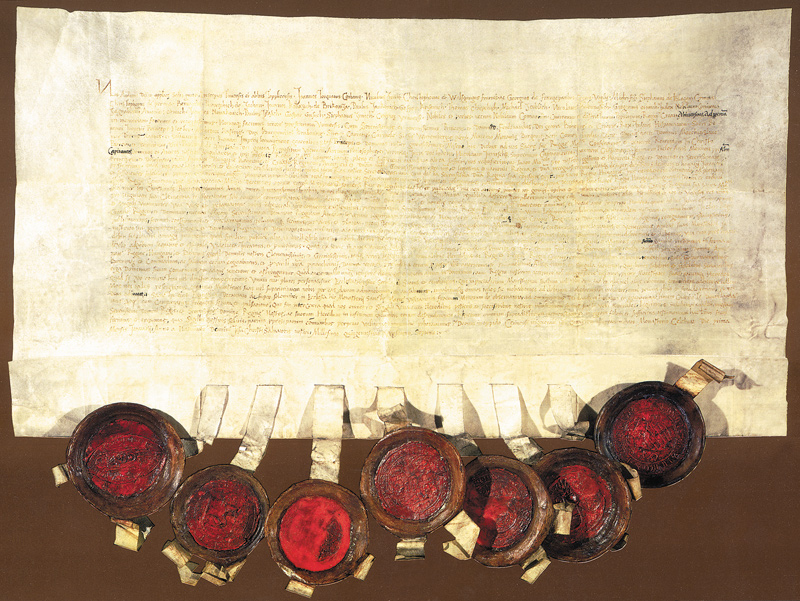
La Carta de Cetin de 1 de enero de 1527

Luis II había ostentado la corona de Croacia entre otros títulos, pero no dejó heredero. En la sesión del 10 de noviembre de 1526, la mayoría de la Dieta húngara eligió a Juan Zápolya como rey, mientras que una asamblea húngara separada eligió al archiduque Fernando I de Habsburgo en la dieta de Pozsony el 16 de diciembre de 1526. El archiduque austriaco estaba interesado en la elección croata para oponerse a Zápolya, prometiendo al mismo tiempo proteger a Croacia en el turbulento período de expansión otomana hacia el oeste. Los nobles croatas se reunieron el 31 de diciembre de 1526 para discutir su estrategia y elegir a un nuevo líder. La asamblea tuvo lugar en el monasterio franciscano debajo del castillo de Cetin, en el asentamiento de Cetingrado. El parlamento croata eligió por unanimidad a Fernando de la Casa de Habsburgo como rey de Croacia en su asamblea en Cetin el 1 de enero de 1527, separadamente de Hungría, manteniendo su pretensión de independencia frente a Hungría. La carta que eligió a Fernando fue confirmada con los sellos de seis nobles croatas y cuatro representantes del archiduque. El 6 de enero de 1527, la nobleza de Eslavonia se puso del lado de Juan Zápolya.
La narrativa histórica croata insiste en que la decisión de unirse al Imperio de los Habsburgo fue el resultado de una elección libre hecha por el Sabor. La situación política después de la batalla de Mohács — muerte del rey, de dos gobernantes elegidos, conquistas otomanas y, en consecuencia, la división de Hungría en tres partes—, cambió todo el sistema medieval de relaciones. Estalló una guerra civil entre los partidarios de Fernando y de Zápolya que terminó pronto en un acuerdo en beneficio de Fernando y ambas coronas volverían a unirse en manos de los Habsburgo. Si bien esto significó técnicamente la restauración de la unión croata-húngara, la relación entre los dos países cambió permanentemente.

## Escudo de armas
El primer símbolo conocido que representa a Croacia, que se remonta a finales del siglo XII, era una estrella de seis puntas sobre una luna creciente, encontrada en un frizatik croata acuñado por Andrés II como duque de Croacia. En los siglos XIV y XV, el actual escudo de armas de Dalmacia, tres cabezas coronadas de león sobre un escudo azul (originalmente era un escudo rojo), se usó para representar el Reino de Croacia, como se menciona en numerosas armas de armadura de la época (Gelre Armourial, Armadura del Concilio de Constanza o Armadura de Wernigerode). También se encuentra en las monedas y sellos de los reyes, como el gran sello de Matías Corvino y sobre el escudo de armas del rey Luis I. El tablero de ajedrez se empezó a utilizar a finales del siglo XV y, a principios del siglo XVI (1525), se convirtió en oficial en Croacia. En su mayoría consistía en cinco filas de cinco cuadrados plateados y rojos entrelazados. También representó a Croacia en la batalla de Mohács como una bandera militar.

Escudo de armas"ilirio" coat of arms (considerado el símbolo más antiguo conocido de Croacia)
Escudo de armas de Croacia en los siglos XIV y XV (luego utilizado como escudo de armas de Dalmacia)
Escudo de armas de finales del siglo XV y XVI (apareció por primera vez c. 1495)